# مارک اشوتس
مارک اشوتس (استونیایی: Mark Švets؛ زادهٔ ۱ اکتبر ۱۹۷۶) بازیکن فوتبال اهل استونی بود.
از باشگاه‌هایی که در آن بازی کرده‌است می‌توان به باشگاه فوتبال غیرت، باشگاه فوتبال لوادیا تالین، باشگاه فوتبال فلورا تالین، باشگاه فوتبال کورساره، باشگاه فوتبال سموراگون، باشگاه فوتبال ویلیاندی تولویک، باشگاه فوتبال تالین سادام، باشگاه فوتبال زسکا خاباروفسک، باشگاه فوتبال الیستا، و باشگاه فوتبال اسپارتاک نعلچیک اشاره کرد.
وی همچنین در تیم‌های ملی فوتبال استونی و تیم ملی فوتسال استونی بازی کرده‌است.